# Blue Moon (Kartenspiel)
Blue Moon ist ein Kartenspiel von Reiner Knizia für zwei Mitspieler, das 2004 beim Franckh-Kosmos-Verlag erschien. Bei der Vorstellung des Grundspiels auf der Nürnberger Spielwarenmesse wurde Blue Moon mit dem Toy Innovation Award 2004 in der Kategorie „Erlebnis“ ausgezeichnet. Seitdem sind neun Erweiterungen erschienen.
Eine englische Version des Spiels ist bei Fantasy Flight Games erschienen, eine niederländische bei 999 Games und eine französische bei Tilsit Editions.
2014 erschien das Spiel in einer Neuauflage unter dem Titel Die Legenden von Blue Moon im Heidelberger Spieleverlag.
Einen besonderen Reiz strahlt dieses Spiel auch aus, weil jedes Kartenset der neun Völker, mit denen man in den Krieg ziehen kann, von einem anderen bekannten Künstler illustriert wurde. Weitere Völker-Karten wurden als Erweiterungen eingeführt, darunter auch Promotion-Karten, die nicht im Handel erhältlich waren. Insgesamt gibt es 344 verschiedene Karten.

## Spielszenario
Der alte König ist gestorben, der Gott Blue Moon hat seiner Welt den Rücken gekehrt, und der heilige goldene Drache (Ordrac) ist gefallen. Chaos herrscht in der zerstörten Stadt Blue Moon City. Der heilige Kristall des Psi ist in eine Unmenge von Splittern zerfallen; die beiden Thronfolger (Prinz Roland und Prinzessin Elinor) beschuldigen sich gegenseitig, für den Zerfall des Kristalls verantwortlich zu sein, und versuchen, den Thron Blue Moons durch Krieg an sich zu reißen.

## Spielprinzip
Das Ziel des Spieles ist es, mit Hilfe eines der neun Völker oder mit einem aus den Völkerkarten selbst zusammengestelltem Deck den Gegner zu besiegen und den Psikristall wieder zusammenzusetzen.
Es wird mit den Elementen Feuer oder Erde gekämpft. Jeder Spieler greift mit einem Charakter seinen Gegner an, der diesen Angriff abblocken muss und ihn dann mit gleicher Stärke oder kräftiger erwidern muss. Es können auch Verstärkungen und Unterstützungen gespielt werden, um die Charaktere zu unterstützen.
Für den Sieg wird der Spieler von drei uralten Drachen mit Teilen des Psi-Kristalls belohnt. Wer den Kristall wieder zusammensetzen kann, wird neuer König von Blue Moon.

## Blue Moon, das Buch
Dieses Buch greift die Welt und die Völker des Spiels auf und erzählt eine Abenteuergeschichte im Stil der traditionellen Phantastik.
- Frank Rehfeld: Blue Moon. Langen-Müller, München 2006, ISBN 3-7844-3032-5